# Proales micropus
Proales micropus är en hjuldjursart som först beskrevs av Gosse 1886.  Proales micropus ingår i släktet Proales och familjen Proalidae. Inga underarter finns listade i Catalogue of Life.